# Аогасима (вулкан)
Аогасима (яп. 青ヶ島) — вулкан, расположен на одноимённом вулканическом острове, который относится к группе островов Идзу, входящих в архипелаг Нампо, Япония.
Аогасима — стратовулкан, высотой 423 метра. Вулкан сложен преимущественно андезитами. Возникновение вулкана Аогасима связано с вулканической деятельностью стратовулкана Куросаки, который находится в северо-западной части острова. Вулканическая деятельность на острове началась примерно 3000 лет тому назад. Пирокластические потоки того времени встречаются на всём острове. Примерно 1000 лет назад образовался крупный кратер на юге-востоке вулкана, который спустя 600 лет заполнили потоки лавы и шлак. Во время последнего извержения 1780 и 1785 годов образовалось 2 пирокластических конуса в кальдере вулкана, которые существуют и по сей день.
Извержение 10-11 апреля 1783 года было стромболианского типа, которое выходило из главного шлакового конуса вулкана. В результате этого извержения на острове сгорел 61 дом и 7 человек погибло. 18 апреля 1785 года извержение подобного типа повторилось, в результате погибло 140 человек.
В настоящее время в кальдере вулкана расположилась деревня Аогасима. Вулкан не проявляет какой-либо активности.

## Видео
- Кальдера вулкана Аогасима на YouTube